# Rioux-Martin
Rioux-Martin ist eine französische Gemeinde mit 221 Einwohnern (Stand: 1. Januar 2022) im Département Charente in der Region Nouvelle-Aquitaine. Die Gemeinde gehört zum Arrondissement Angoulême, zum Kanton Tude-et-Lavalette und zum 2017 gegründeten Gemeindeverband Lavalette Tude Dronne.

## Geografie
Rioux-Martin liegt im Süden der historischen Provinz Angoumois, etwa 52 Kilometer südsüdwestlich von Angoulême. Umgeben wird Rioux-Martin von den Nachbargemeinden Yviers im Norden und Nordwesten, Chalais im Osten und Nordosten, Saint-Avit im Osten, Médillac im Südosten sowie La Genétouze im Süden und Westen.

## Bevölkerungsentwicklung
| Jahr                      | 1962 | 1968 | 1975 | 1982 | 1990 | 1999 | 2006 | 2013 |
| Einwohner                 | 373  | 306  | 277  | 260  | 211  | 218  | 220  | 238  |
| Quelle: Cassini und INSEE |      |      |      |      |      |      |      |      |

## Sehenswürdigkeiten
- Kirche Saint-Eutrope aus dem 12. Jahrhundert

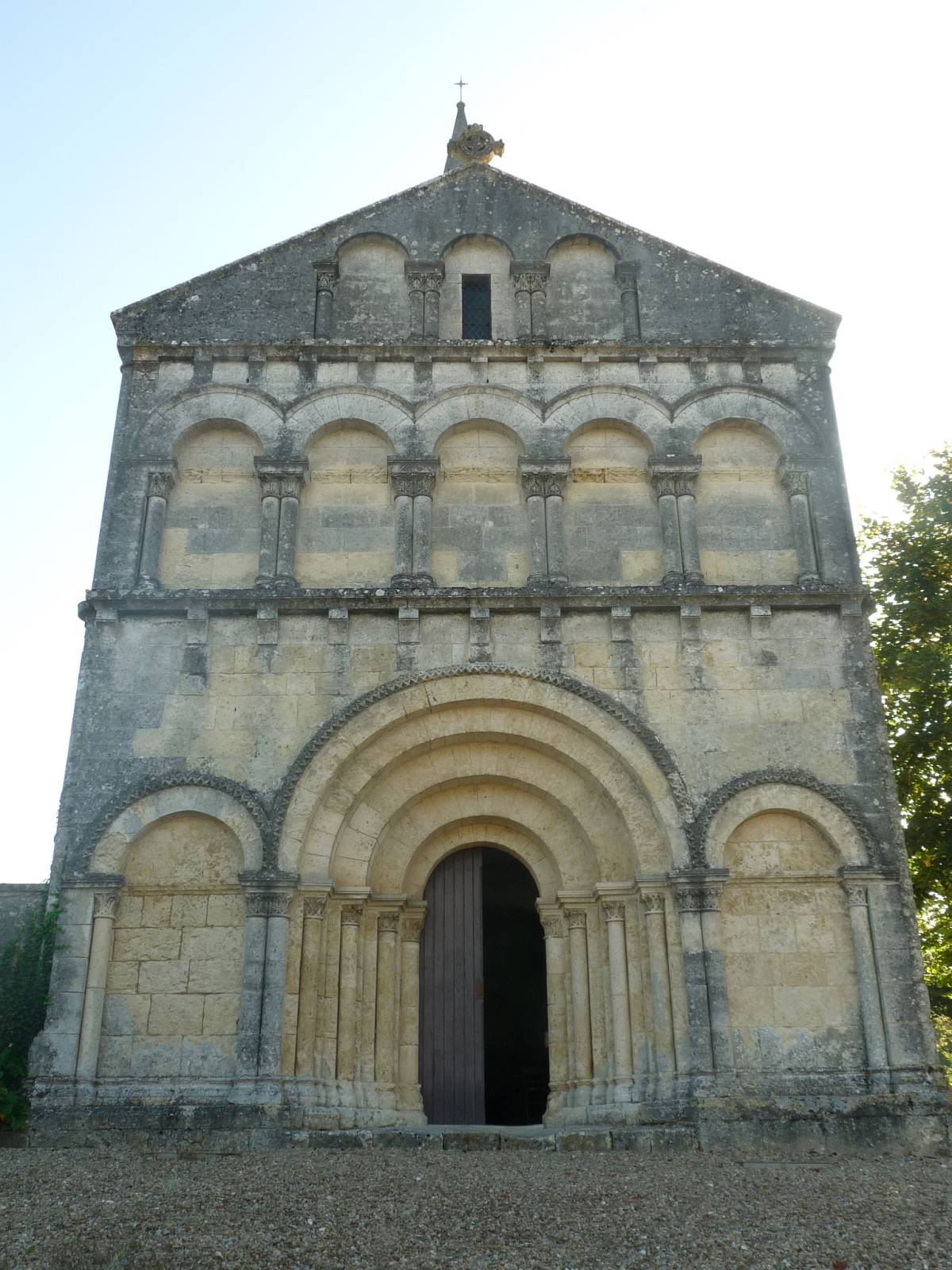
Kirche Saint-Eutrope